# 基比斯坎 (佛罗里达州)
基比斯坎（英語：Key Biscayne），是美国佛罗里达州邁阿密-戴德縣下属的一座乡村。建立于1991年。面积约为3.6平方公里（约合1.4平方英里）。根据2010年美国人口普查，该市有人口12,344人。论人口在本州排行第143。

## 地理
基比斯坎位于迈阿密海滩以南和迈阿密以东。该村庄通过最初建于1947年的瑞肯贝克堤道与迈阿密相连。由于海拔低且直接暴露在大西洋中，它通常是飓风来袭前最先撤离的迈阿密地区之一。